# The Slayer
The Slayer (Dråparen) är ett fenomen som presenteras i serien Buffy och vampyrerna. Legenden säger följande; I varje generation finns En Utvald (A Chosen One). Hon ska ensam bekämpa vampyrer, demoner och mörkrets krafter. Hon är Dråparen (The Slayer). Dråparen är alltid en kvinna. Dråparen tränas och handleds av en Väktare (Watcher), som i sin tur kontrolleras av The Watchers' Council.
Några kända Dråpare är The First Slayer, Xin Rong, Nikki Wood, Buffy Summers, Kendra Young, Faith Lehane och Melaka Fray. Buffy Summers är Dråparen i serien Buffy och vampyrerna, och tillsammans med vänner bekanta bekämpar hon ondskan i staden Sunnydale.

## Skapandet av The Slayer
Dråparen skapades av The Shadow Men. Innan skapandet av Dråparen levde The Old Ones på Jorden, vilka är forntida mäktiga demoner. När dödliga djur började utvecklas lämnade The Old Ones Jorden, de fann en annan dimension som passade dem bättre. Men dessa varelser lämnade inte Jorden helt, The Old Ones var så starka varelser att de kunde överleva efter döden i mystiskt tillstånd. De befann sig i detta tillstånd till de kunde resa sig igen. Den sista av The Old Ones som gav sig var en varelse som livnärde sig genom att dricka mänskligt blod. Genom att blanda sitt eget blod med mänskligt blod föddes en ny typ av varelser; vampyrer.
Vampyrerna var farliga och spred sig snabbt, därför bestämde sig The Shadow Men för att agera. Man tog ett demonisk hjärta fullt av övernaturliga krafter och satte in det i en ung tjej. Det blev hennes öde att bekämpa ondskans krafter, hon hade inget val eftersom det bara var hon som hade krafterna och förmågan att bekämpa ondska. Hon blev The First Slayer (Den Första Dråparen). I kampen mot ondskan lever Dråparen ett brutalt och kort liv. Detta hade The Shadow Men förutspått och gjorde därför så att kraften garanterat fördes vidare. De skapade flera hundra Potentiella Dråpare, en av de skulle få krafterna när The First Slayer dog. När hon dog i kampen mot ondskan fördes då kraften vidare, generation efter generation. Slutligen hamnade den hos Buffy Summers.

## Framtiden
Tidigare hade Dråparen alltid stått ensam i kampen, det ändrade Buffy i och med att hon alltid fick hjälp av sina vänner. Tidigare hade det också bara funnits en enda Dråpare. Efter Buffys första död blev Kendra Young Dråparen, men när hon dödades av Drusilla kallades Faith Lehane. Buffy är således bara en Dråpare medan Faith är Dråparen. Dråparlinjen går således genom Faith, vilket förklarar att ingen ny Dråpare dyker upp när Buffy offrar sitt liv och dör i säsong fem. I de sista avsnitten av den sjunde och sista säsongen av Buffy och vampyrerna blir det ännu fler Dråpare. I kampen mot The First Evil och The Hellmouth görs alla Potentiella Dråpare till Dråpare genom en trollformel Willow Rosenberg läser. I och med alla Dråpare behövs fler Väktare, bl.a. blir då Andrew Wells en Väktare (Watcher). Det har debatterats bland fansen huruvida serieskaparna håller koll på att Dråparlinjen går genom Faith när de skriver manuset. Det man får veta om Dråparen i Buffy och vampyrerna slutar efter detta, men historien får en fortsättning i tidningsserien Fray, som är en spin-off ur Buffy och vampyrerna.
Under det 2000 årtusendet bekämpar en Dråpare (det är möjligt att det är Buffy man syftar på med tanke på finalen av BTVS, men man får inte veta säkert) och en grupp allierade en stor armé av demoner. När kriget slutade bannlystes demoner och magiska varelser från dimensionen, och denna Dråpare var den sista att bli kallad. Dråparlinjen fortsatte dock eftersom de fanns Potentiella Dråpare, men ingen kallades eller tränades. Det gick 200 år och ingen Dråpare kallades eftersom det inte fanns något behov. Men ett hot uppstår med tiden; vampyrerna har kommit tillbaka och organiserar sig i syfte att öppna en portal till en demonisk dimension. The Ancient Ones och The Watchers' Council hittar dock Dråparen Melaka Fray. The Ancient Ones hindrade Fray från att möta sin Väktare genom att sända en lojal demon efter henne. Denne Urkonn tränade henne för att hindra vampyrledaren.

## Krafter
Dråparen har övernaturliga krafter för att kunna bekämpa ondskans krafter. Hon besitter snabbhet, reflexer, styrka, vighet, uthållighet och kan bli förvarnad om vad som ska hända i framtiden i sina drömmar. Alla Dråpare står i en mental förbindelse med varandra, det är därifrån det kommer, alla Dråpare kan varna varandra. Dråparen kan också i en vis mån självläka snabbare än normala människor. Alla dessa förmågor är ett effektivt hjälpmedel i kampen mot vampyrer, demoner och ondska.
I och med det tuffa livet som Dråpare är Dråparen relativt kortlivad. Dråparen lever sällan mer än tre år efter att hon kallats, Faith och Buffy är dock undantag. Faith har varit Dråpare i över fem år och Buffy levde i sex år innan hon dog tills hon återuppstod med hjälp av Willow. Robin Woods mamma, Nikki Wood, var också en Dråpare som blev dödad av Spike år 1977. Hon är den enda Dråparen man vet som blivit tillräckligt gammal för att ha ett barn och är troligen den som levt längst av alla. Hon är också den enda Dråparen man känner till som haft ett barn över huvud taget. Det finns fall där någon så ung som 12 år, eller så gammal som 19 år, har kallats till Dråpartjänst.

## Potentiella Dråpare
- Amanda
- Chao-Ahn
- Dana
- Kennedy
- Molly
- Rona
- Vi
- Jonäz

## Andra Potentiella Dråpare och Nya Dråpare
- En okänd flicka från Istanbul i Turkiet som dödades av The Bringers
- En okänd flicka från Frankfurt i Tyskland som dödades av The Bringers
- Nora var en tjej från England som dödades av The Bringers och hittades av sin väktare, Robson
- Annabelle (Courtnee Draper) var en snobbig 16-åring från England som dödades av supervampyren när hon försökte rymma
- Chloe (Lalaine) var en 14-åring från USA som lurades till att hänga sig själv av The First Evil
- Eve (Amanda Marie Fuller) var en 17-åring från USA som dödades av The Bringers och hennes skepnad antogs av The First Evil, vilket lurade Buffy Summers
- Shannon (Mary Wilcher) råkar i Calebs klor, men hon repar sig och hjälper till i den slutgiltiga kampen, vilken hon överlever
- Caridad (Dania Ramirez) kom från Filippinerna och överlevde den slutgiltiga kampen mot ondskan
- Colleen (Rachel Bilson) var med i Xanders drömmar och man vet inte om hon överlevde
- Dominique var en tjej från Frankrike som man inte vet om hon är död eller inte
- Dianne dödades av Caleb
- "Skadad Flicka" (Lisa Ann Cabasa) hjälper till under den sista kampen